# District de Đăk R'Lấp
Đăk R'Lấp est un district de la province de Đắk Nông dans les hauts Plateaux du Centre au Viêt Nam. 

## Géographie
La superficie du district est de 635,67 km2. 
Le chef-lieu du district est Kiến Đức.